# Quad (Einheit)
Das Quad oder QUAD ist eine Einheit der Energie. Ihr Einheitenzeichen ist quad. Das Quad gehört nicht zum Internationalen Einheitensystem (SI) und ist definiert als 1 Billiarde British thermal units (Btu), also {\displaystyle \mathrm {1\,quad=10^{15}\,Btu} }. Im angloamerikanischen Sprachraum ist die Bezeichnung one quadrillion entsprechend der dort verwendeten kurzen Skala. In SI-Einheiten umgerechnet, beträgt {\displaystyle \mathrm {1\,quad=1{,}055\,055\,852\,62\cdot 10^{18}\,J\approx 1{,}055\,EJ} } (Exajoule).
Verwendet wird das Quad, um große Mengen von Energien anzugeben, beispielsweise in nationalen und globalen Energiebilanzen.
Beispielsweise gibt die Energy Information Administration folgende Primärenergieverbräuche in Quad an:

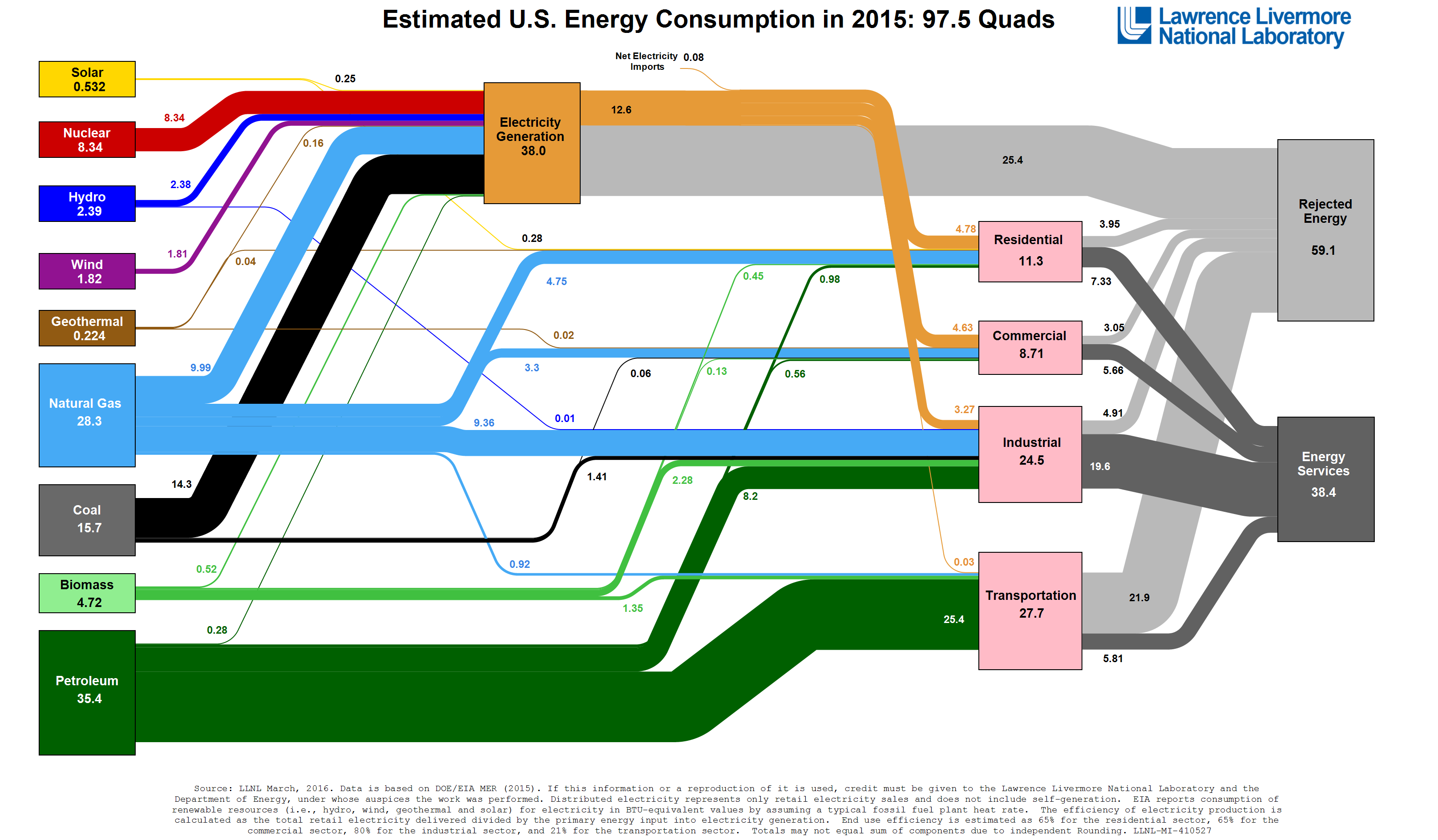
Beispielhafte Verwendung des Quads in einem Sankey-Diagramm, das die nationalen Energieflüsse in den USA zeigt.

| Land        | Primärenergieverbräuche in Quad (Quadrillion BTU) | Primärenergieverbräuche in Quad (Quadrillion BTU) | Primärenergieverbräuche in Quad (Quadrillion BTU) |
| Jahr        | 1980                                              | 2010                                              | 2021                                              |
| Schweiz     | 1,138                                             | 1,265                                             | 1,087                                             |
| Deutschland | 11,431 (West)                                     | 13,937                                            | 12.501                                            |
| USA         | 78,021                                            | 98,041                                            | 97,907                                            |
| China       | 19,107                                            | 112,001                                           | 165,158                                           |
| Welt        | 292,940                                           | 510,551                                           | 603,321                                           |